# Pokémon: Zoroark: Master of Illusions
Zoroark: Master of Illusions
(Zoroark: O Mestre das Ilusões) nos Estados Unidos e conhecido no Japão como  Chip Phantom Ruler Zoroark  ou  The Phantom Ruler Zoroark  (劇場版ポケットモンスター ダイヤモンド&パール: チップ, 幻影の覇者Z, Gekijoban Poketto Monsuta Daiyamondo & Paru: Chippu Genei no Hasha Z) traduzido para o Português como "Zoroark: O Mestre das Ilusões" é o décimo terceiro filme baseado no anime Pokémon e o último filme da série Diamond & Pearl; foi distribuído em todos os cinemas japoneses a partir de 10 de julho de 2010, e enviado para os Estados Unidos a partir de 5 de Fevereiro de 2011 e no Brasil também foi exibido no dia 10 de março de 2012 no Cartoon Network.    Em Portugal foi exibido no dia 22 de fevereiro pelo Biggs.  O Governante da Ilusão Zoroark. No filme parece que é uma cidade de Pokémons fantasmas.

## Sinopse
- Ash e seus amigos visitam a cidade de Crown para assistir a Pokémon Backer World Cup. Em sua viagem, eles encontram um Pokémon chamado Zorua, que está procurando por seu companheiro. Eles decidem ajudá-lo, mas Kodai está forçando Zoroark a se transformas nas feras lendárias para destruir Crowns, ele ataca um ônibus virando Entei e inundando uma rua com Suicune e virá Raikou no topo de uma igreja ele corre no telhado das casas quando a ser Zoroark quando a tempestade acaba. Por um motivo Zoroark está triste Além disso, Celebi retorna após 20 anos quando aparece um telão que está numa contagem que termina e é atacado por um grupo de Ninjasks. O que poderia ser o "Governante da Ilusão", Zoroark? E Celebi e as bestas lendárias? Ash e Cia conseguirão salvar a cidade e o Pokémon?

## Personagens
- Kodai: é o dono das empresas KodaiNetwork. É conhecido por sua ambição. Está envolvido na aparição das Bestas lendárias. Possui um Mismagius e um Shuppet
- Rioka: É a secretaria de Kodai que ajuda Ash e seus amigos.
- Kuroto: É o repórter da cidade Crowns. Ele esteve recentemente investigando os planos de Kodai. Possui um Bronzor.

## Elenco de dublagem

### Personagens
| Personagem     | Seiyūs             |
| -------------- | ------------------ |
| Satoshi/Ash    | Rica Matsumoto     |
| Pikachu        | Ikue Ohtani        |
| Hikari/Dawn    | Megumi Toyoguchi   |
| Takeshi/Brock  | Yūji Ueda          |
| Musashi/Jessie | Megumi Hayashibara |
| Kojirō/James   | Shin-ichiro Miki   |
| Nyarth/Meowth  | Inuko Inuyama      |
| Narrador       | Unshō Ishizuka     |
| Zoroark        | Romi Paku          |
| Zorua          | Kurumi Mamiya      |
| Grings Kodai   | Takanori Jinnai    |
| Karl           | Takashi Tsukamoto  |
| Rowena         | Natsuki Katō       |
| Tammy          | Ai Satō            |
| Enfermeira Joy | Yuriko Yamaguchi   |
| Oficial Jenny  | Chiaki Takahashi   |
| Goone          | Kōichi Yamadera    |
| Joe            | Yuzuru Fujimoto    |
| Peg            | Shoko Nakagawa     |

## Histórico de lançamento
| País           | Data de lançamento      |
| -------------- | ----------------------- |
| Japão          | 10 de Julho de 2010     |
| Estados Unidos | 5 de Fevereiro de 2011  |
| Brasil         | 10 de Março de 2012     |
| Portugal       | 22 de Fevereiro de 2012 |